# Кісельова Маргарита Сергіївна
Маргарита Сергіївна Кісельова (нар. 15 травня 2003) — українська футболістка, нападниця одеського «Сістерс».

## Життєпис
Дорослу футбольну кар'єру розпочала 2018 року в складі «Атекса». У футболці столичного клубу дебютувала 14 жовтня 2018 року в переможному (5:3) домашньому поєдинку 5-го туру Першої ліги України проти житомирського «Полісся». У своєму дебютному сезоні на дорослому рівні провела 3 поєдинки в Першій лізі. Першими голами за «Атекс» відзначилася 1 вересня 2019 року на 25-й, 42-й, 45-й та 50-й хвилині переможного (12:0) домашнього поєдинку 2-го туру Першої ліги проти луганської «Луганочки». Кісельова вийшов на поле в стартовому складі та відіграв увесь матч. У команді провела чотири з половиною сезони. За цей час у чемпіонатах України зіграла 38 матчів (9 голів) та 1 матч у кубку України.
На початку 2023 року стала гравчинею «Маріуполя». У футболці городянок дебютувала 18 березня 2023 року в переможному (1:0) виїзному поєдинку 13-го туру Вищої ліги України проти уманських «Пантер». Маргарита вийшла на поле на 70-й хвилині замість Ольши Квач. Першим голом за «Маріуполь» відзначилася 7 квітня 2023 року на 49-й хвилині переможного (3:0) виїзного поєдинку 12-го туру Вищої ліги України проти рівненського «Вереса». Кісельова вийшла на поле в стартовому складі та відіграв увесь матч, а на 71-й хвилині отримала жовту картку. У другій половині сезону 2022/23 років зіграла 11 матчів (2 голи) у Вищій лізі України.
Наприкінці серпня 2023 року підписала контракт з «Сістерс». У футболці одеського клубу дебютувала 26 серпня 2023 року в програному (0:2) домашньому поєдинку 1/8 фіналу кубку України проти ковалівського «Колоса». Маргарита вийшла на поле в стартовому складі та відіграла увесь матч. У Першій лізі України дебютувала за «Сістерс» 2 вересня 2023 року в переможному (17:0) виїзному поєдинку 1-го туру проти київського «Атексу». Маргарита вийшла на поле на 46-й хвилині замість Ілони Стрельцової, а на 74-й хвилині відзначилася своїм першим голом за одеситок.

## Досягнення
«Атекс»
- Перша ліга України
  -  Срібний призер (1): 2020/21